# Полесьеэлектромаш
Полесьеэлектромаш (бел. Палессеэлектрамаш) — белорусское предприятие по производству асинхронных электродвигателей, электроплит, насосов, расположенное в г. Лунинце Брестской области.

## История
Строительство завода началось в 1969 году (по другой информации, в 1972 году). Завод введён в эксплуатацию 12 ноября 1975 года как Лунинецкий завод по производству электродвигателей для сельского хозяйства, первоначально специализировался на выпуске продукции для сельскохозяйственного машиностроения. В 1979 году введён в эксплуатацию цех чугунного литья, в 1990 году — цех литья цветных металлов. Первая очередь завода была рассчитана на производство 107 тысяч электродвигателей малой мощности в год; первая продукция завода — двигатели 4АМ90. В 1983 году на заводе были введены в эксплуатацию мощности по производству электроплит и электроконфорок для них. В 1990-е годы завод освоил производство двигателей АИР и АИС, центробежных насосов для подачи воды из водоёмов и скважин.
В 1975—1988 году подчинялся Министерству электротехнической промышленности СССР, в 1988—1989 годах — Министерству электротехнической промышленности и приборостроения СССР, в 1991—1994 годах — Госкомитету Республики Беларусь по промышленности и межотраслевым производствам, с 1994 года — Министерству промышленности Республики Беларусь. 27 февраля 1992 года переименован в Лунинецкий завод «Полесьеэлектромаш». 25 октября 2000 года преобразован в республиканское унитарное предприятие (РУП) «Полесьеэлектромаш». В настоящее время — открытое акционерное общество. В 2012 году предприятие вошло в холдинг «Белорусская металлургическая компания» с сохранением прав юридического лица.

## Современное состояние
На предприятии работает 1047 сотрудников, в 1990-е годы на предприятии было занято около двух тысяч человек. Предприятие производит различные модели электродвигателей, электроплиток, электроконфорок, центробежные насосы, чугунное и цветное литьё. Завод является предприятием полного производственного цикла.